# 500170 Lusitano
500170 Lusitano è un asteroide della fascia principale. Scoperto nel 2012, presenta un'orbita caratterizzata da un semiasse maggiore pari a 2,5990890 au e da un'eccentricità di 0,2517969, inclinata di 30,06272° rispetto all'eclittica.